# Tipula opipara
Tipula opipara är en tvåvingeart som beskrevs av Alexander 1951. Tipula opipara ingår i släktet Tipula och familjen storharkrankar.
Artens utbredningsområde är Bolivia. Inga underarter finns listade i Catalogue of Life.